# Le Miroir de la sorcière
Pour plus de détails, voir Fiche technique et Distribution.
Le Miroir de la sorcière (El espejo de la bruja) est un film d'épouvante mexicain réalisé par Chano Urueta et sorti en 1962.

## Synopsis
Sara est une gentille sorcière qui travaille comme gouvernante dans la maison d'un couple, composé du chirurgien Eduardo et de sa belle épouse Elena, qui partage sa condition de sorcière avec la gouvernante. Sara enchante un miroir pour qu'il affiche l'avenir. Ils découvrent alors qu'Eduardo a l'intention d'assassiner Elena pour épouser une autre femme, la belle Deborah. Sara tente de sauver Elena de la mort en lui jetant un sort, mais n'y parvient pas. Lorsque Eduardo se présente à la maison avec Deborah, qu'il a déjà épousée, Sara décide de venger la mort d'Elena avec tous les moyens magiques à sa disposition.

## Fiche technique
- Titre original mexicain : El espejo de la bruja[1]
- Titre français : Le Miroir de la sorcière
- Réalisation : Chano Urueta
- Scénario : Alfredo Ruanova (es), Carlos Enrique Taboada
- Photographie : Jorge Stahl Jr.
- Montage : Alfredo Rosas Priego
- Musique : Gustavo César Carrión
- Décors : Javier Torres Torija
- Maquillage : María del Castillo
- Production : Abel Salazar
- Société de production : Cinematográfica S.A., Producciones ABSA, Studios Azteca
- Pays de production :  Mexique
- Langue originale : espagnol
- Format : Noir et blanc - 1,37:1 - Son mono - 35 mm
- Genre : Film d'épouvante
- Durée : 75 minutes
- Date de sortie : 
  - Mexique : 12 juillet 1962
  - France : 3 juillet 2006 (DVD)

## Distribution
- Isabela Corona (es) : Sara
- Armando Calvo : Eduardo
- Dina de Marco (es) : Elena
- Rosita Arenas (es) : Deborah
- Carlos Nieto (es) : Gustavo
- Wally Barrón (es) : l'inspecteur

## Production
Le Miroir de la sorcière a été produit par Abel Salazar, producteur de Les Proies du vampire et El ataúd del vampiro, le célèbre diptyque de Fernando Méndez sur le vampirisme au Mexique. Outre le retour au cinéma de l'actrice de l'âge d'or du cinéma mexicain Isabela Corona (es), le film met en scène l'épouse de Salazar, Rosita Arenas (es), en tête d'affiche, dans le rôle de la seconde épouse malheureuse. Le scénario a été écrit par deux spécialistes du film d'horreur, Alfredo Ruanova (es) et le réalisateur et scénariste Carlos Enrique Taboada, connu pour Hasta el viento tiene miedo, El libro de piedra (es) et Veneno para las hadas (es).